# 馬佐夫舍地區奧斯特魯夫縣
52°48′N 21°54′E / 52.800°N 21.900°E

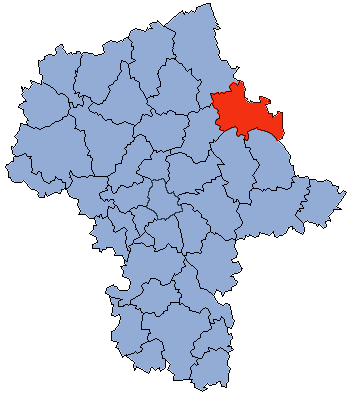

馬佐夫舍地區奧斯特魯夫縣（波蘭語：Powiat ostrowski），是波蘭的縣份，位於該國中東部，由馬佐夫舍省負責管轄，首府設於馬佐夫舍地區奧斯特魯夫，面積1,218平方公里，2006年人口75,073，人口密度每平方公里62人。